# Кареликум

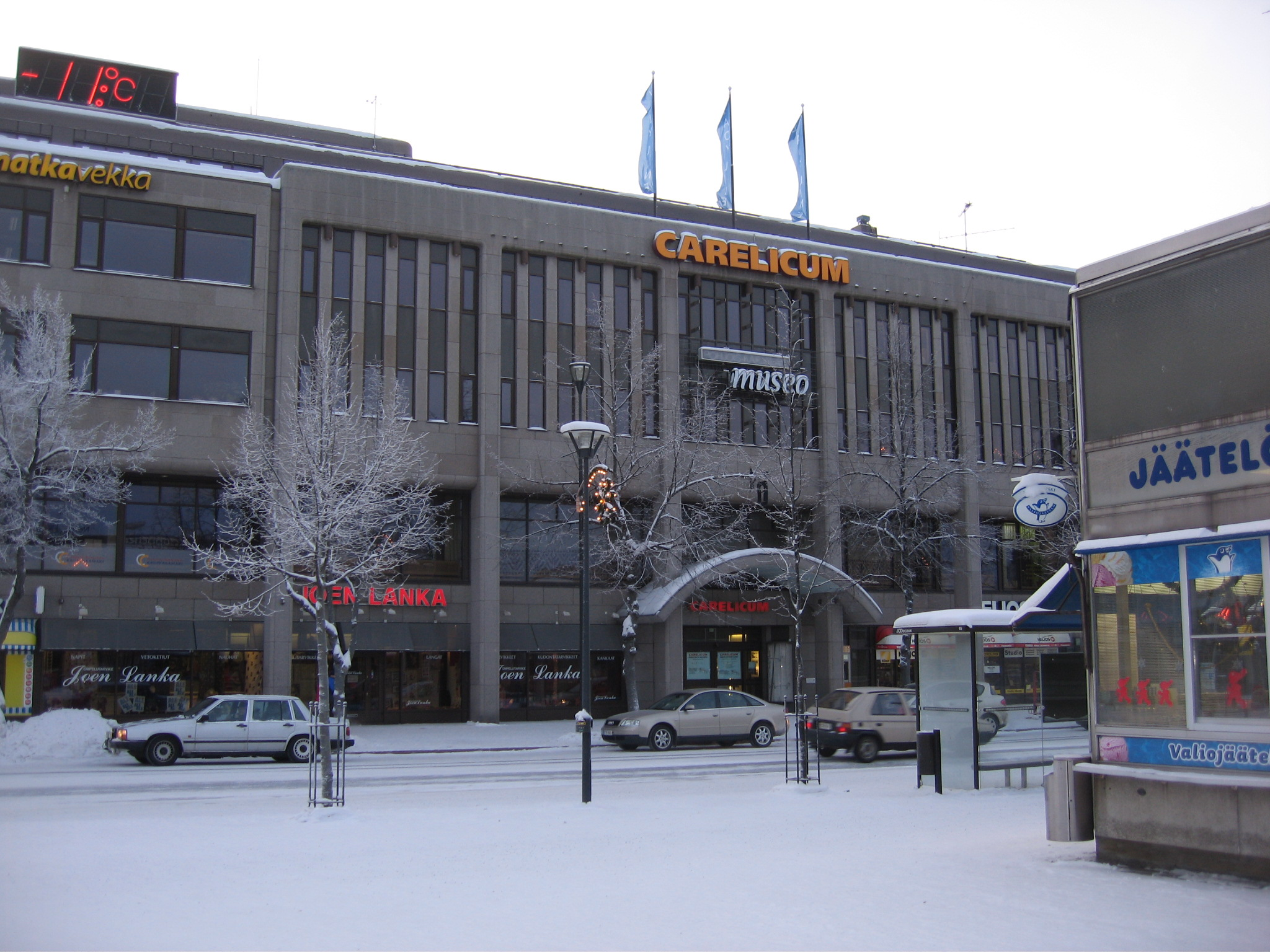
«Кареликум» зимой

«Кареликум» (фин. Carelicum) — музейный, культурный и туристический центр, посвящённый истории и современности финляндской провинции Северная Карелия. Здание «Кареликума» на главной городской площади Йоэнсуу было построено в 1992 году. В «Кареликуме» кроме собственно музея Северной Карелии располагается информационный центр, центр продажи билетов на концерты и в театр, служба поддержки для жителей города Йоэнсуу, архив музея Северной Карелии, детский уголок под названием «сказочная улица Мукулакату». Кроме того, в «Кареликуме» проводятся разнообразные культурные мероприятия, собрания и праздники.

## Музей и выставки
В «Кареликуме» находится музей Северной Карелии, в котором имеется постоянная экспозиция, отражающая историю региона и местные традиции, и временные выставки. В музее выставлены подробные макеты города Сортавала, отошедшего после Зимней войны Советскому Союзу, представляющие разные временные срезы его существования. Отдельные залы посвящены доисторическому периоду Северной Карелии, эпохе автономии Финляндии, традиционной культуре и образу жизни финнов и карел в 19-20 веках. Отдельный стенд посвящён старым картам 14-18 веков, на которых отражаются географические представления европейцев о территориях Северной Европы. Временные выставки представляют коллекции из других музеев.

## Детская улица Мукулакату
Детская улица Мукулакату — это ориентированная на детей часть музея, представляющая собой уютный закуток с деревянными домами, площадью, портом и другими атрибутами финского города. В этих декорациях ребёнку легко представить себя рыболовом, хозяином лавочки или владельцем кафе, примерить шляпы, построить деревянную железную дорогу или стать актером кукольного театра. Детская улица Мукулакату — популярное среди детей дошкольного и младшего школьного возраста место проведения досуга.

## Конференц-зал и ресторан
В «Кареликуме» имеется ресторан и конференц-зал, в котором проводятся собрания, праздники и семинары.